# Korkskruv

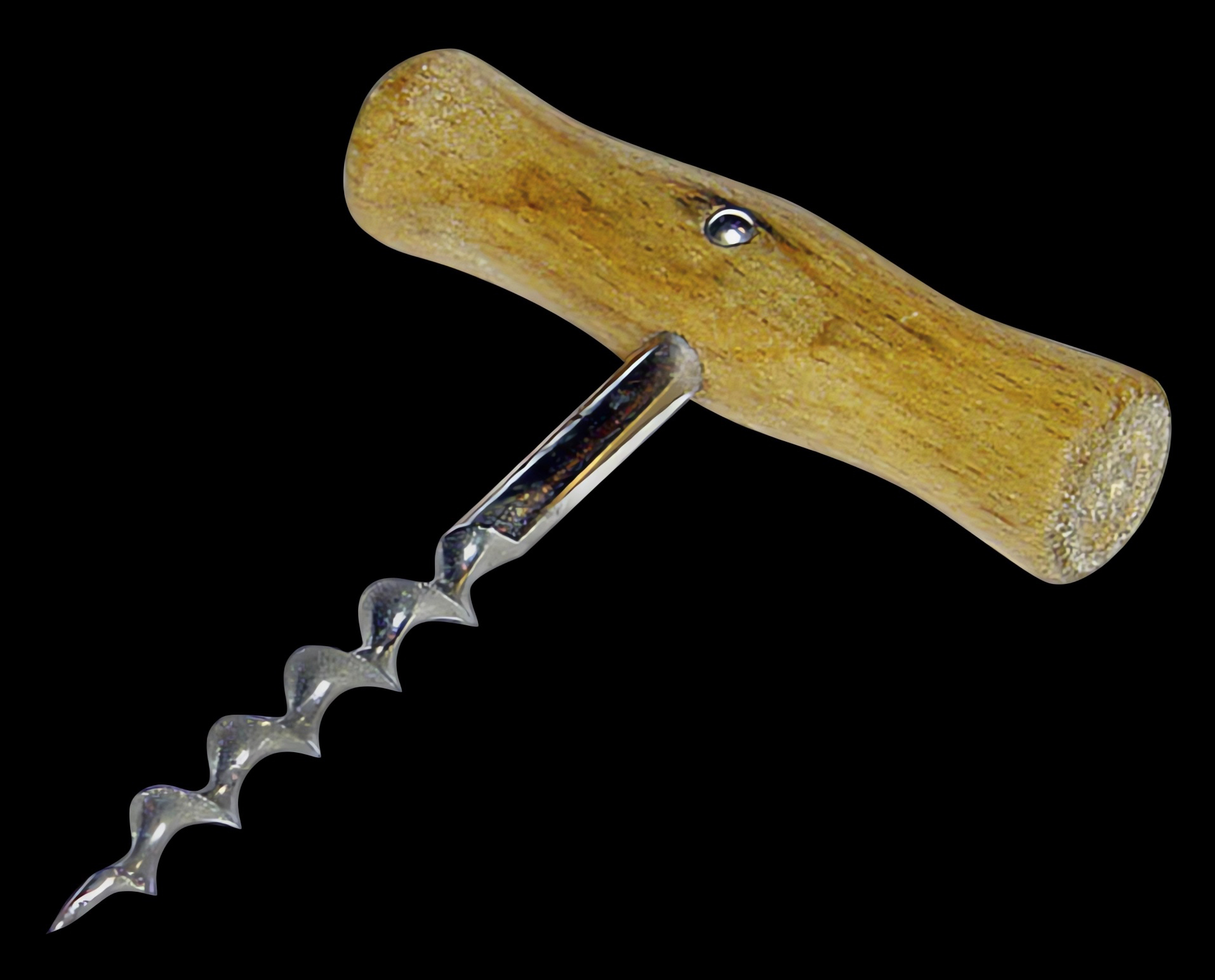
Korkskruv av enkel typ

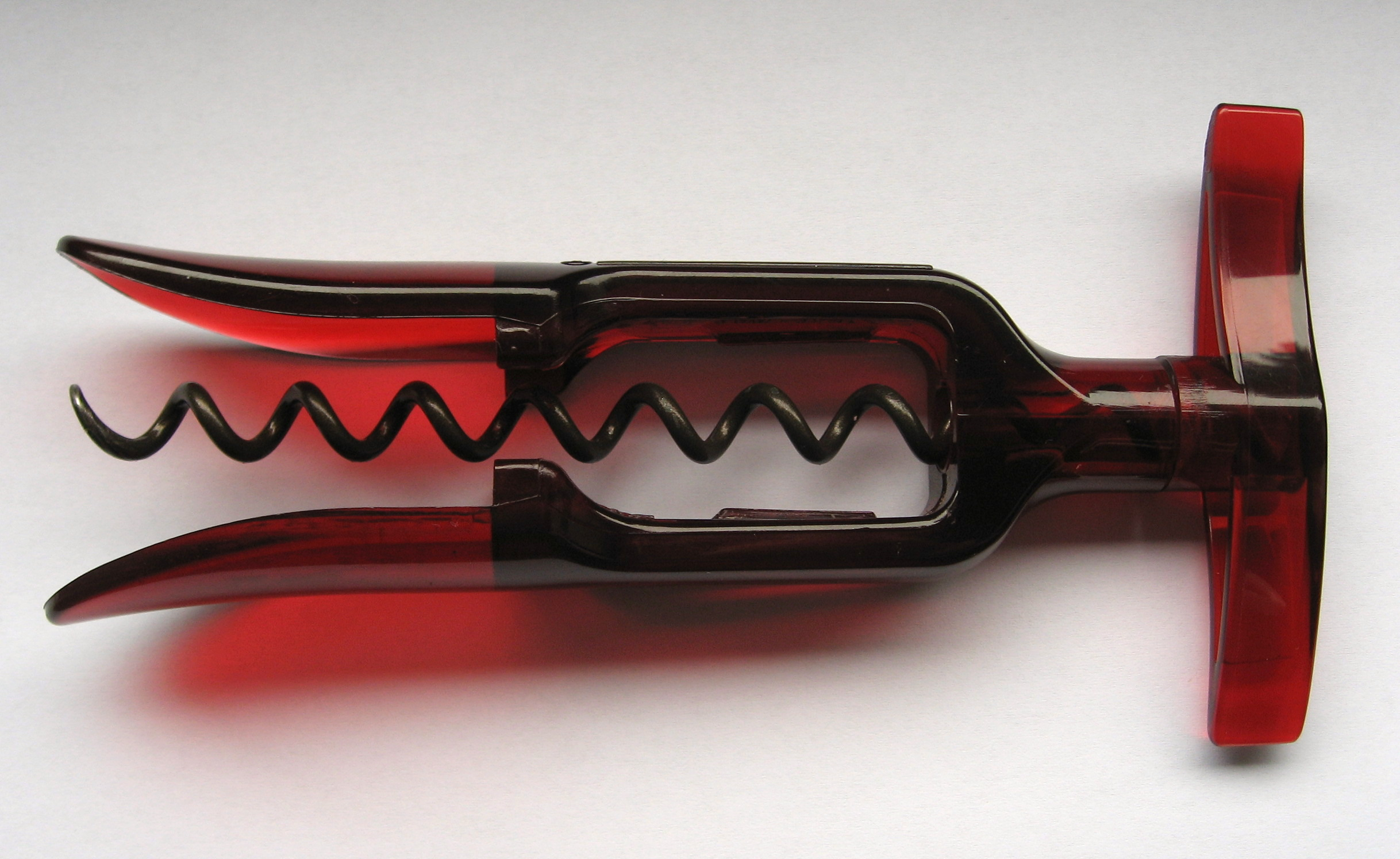
En modell med flaskomslutare som sätts om flaskans hals.

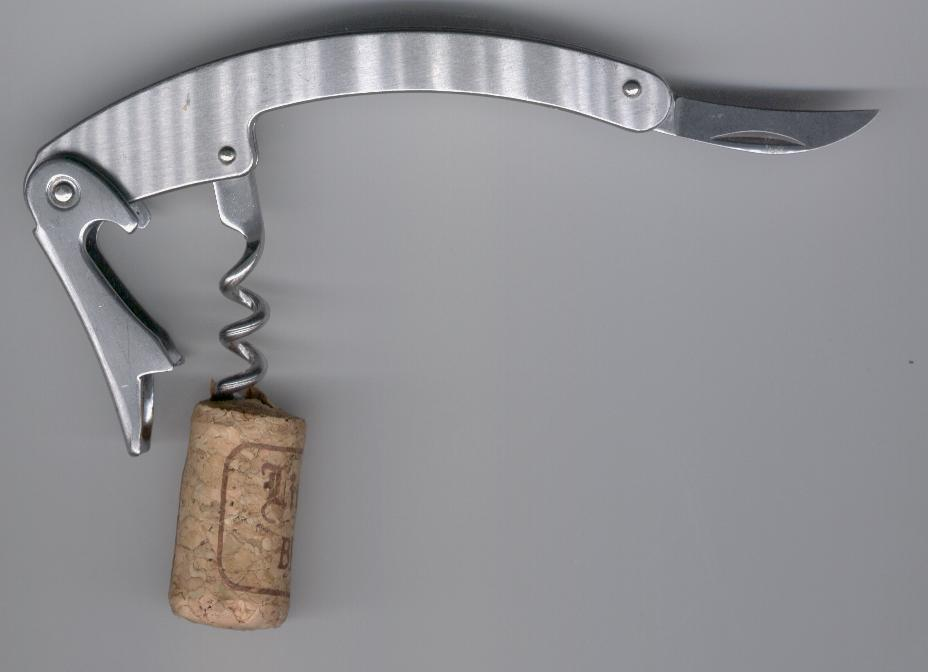
En fickmodell som kypare ofta använder

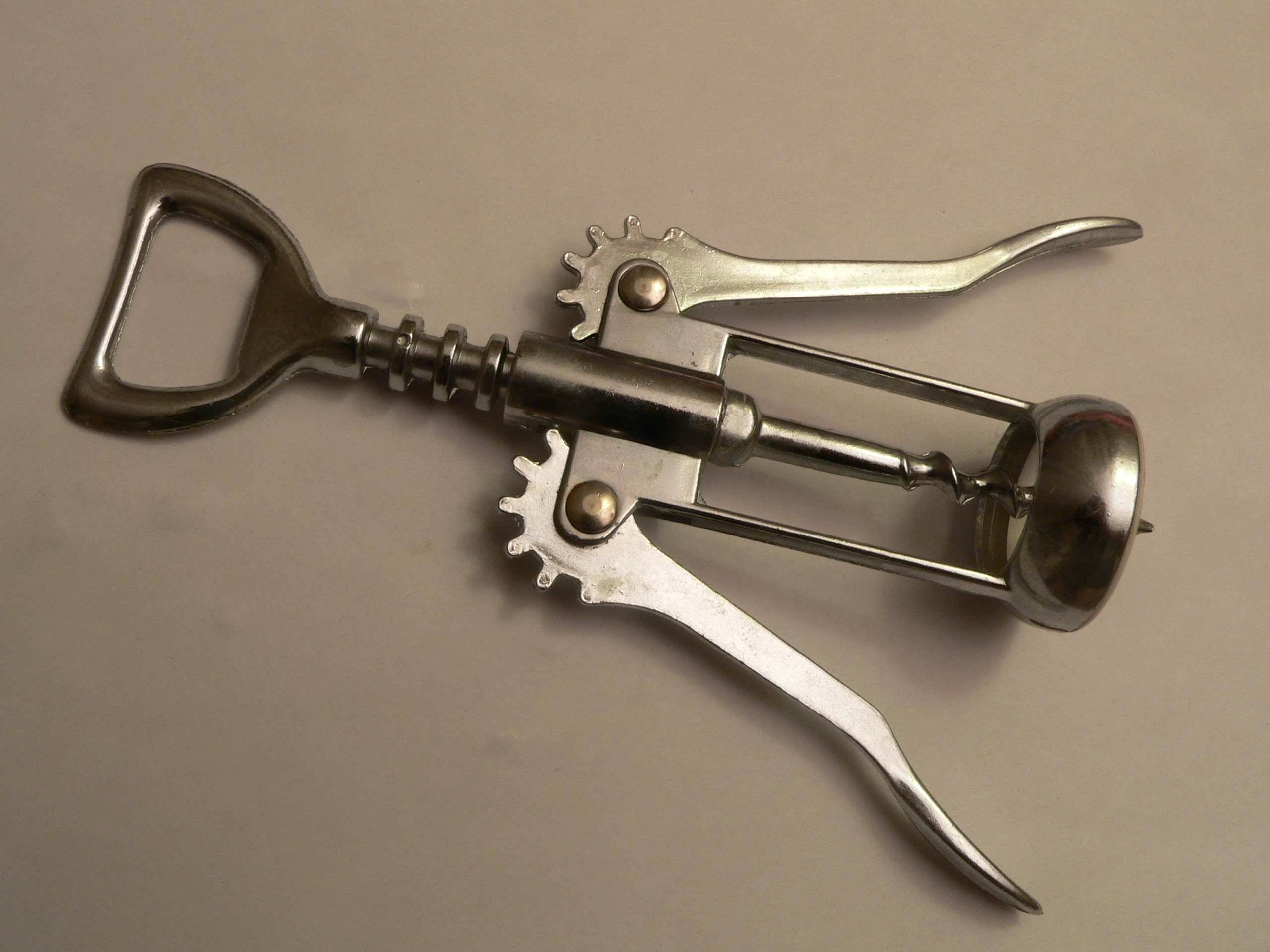
En modell med hävarmar i form av "vingar".

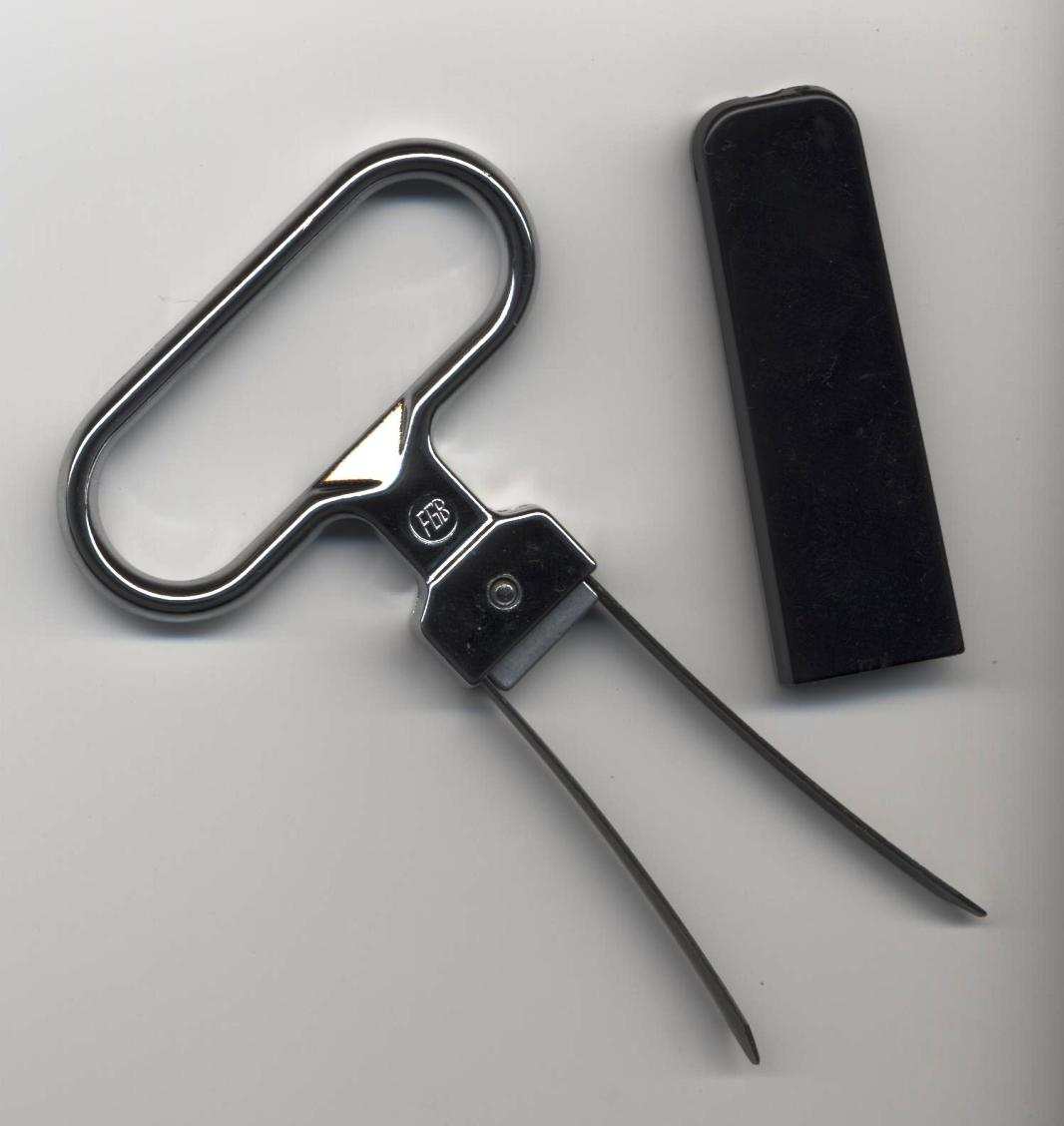
Portvinsmodell

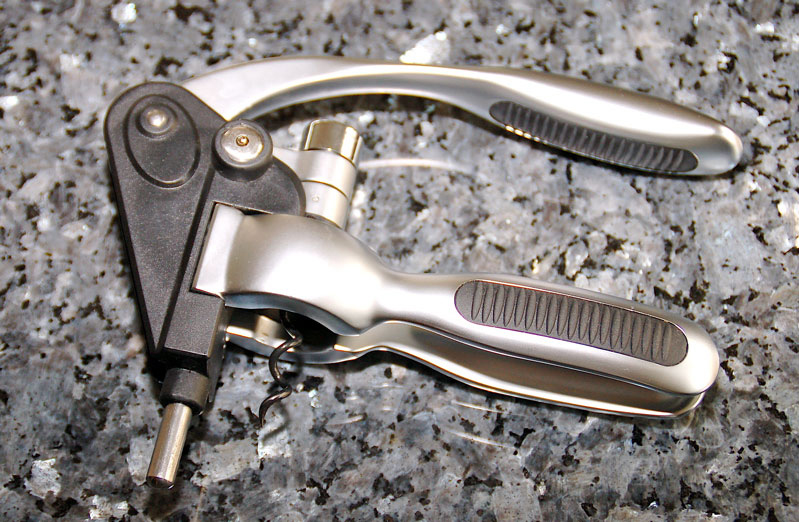

Korkskruv är ett köksredskap vridet som en spiral som används för att öppna flaskor som förseglats med kork, vanligtvis vinflaskor. Korken sitter stadigt fast i flasköppningen och kan kräva ansträngning att få upp. Det finns många modeller av korkskruven; från den enklaste till sådana med hävstänger till öppnare som drivs med en övertrycksprincip.
Ordet korkskruv är belagt i svenskan sedan 1735.

## Klassisk modell
Korkskruven består av en spetsig, helixformad metallskruv fäst vid ett handtag, som gör att användaren kan få ett stadigt grepp om korkskruven. Öppnaren skruvas ner genom korken som därefter dras upp med ren muskelkraft.
Alternativa modeller med hylsa eller en flexibel flaskomslutare finns också. Där är skruven omgiven av en hylsa i plast som läggs om flaskhalsen. Hylsan tjänar som handtag för ena handen, den andra handen skruvar korkskruven ner i korken. Vid ett visst läge har skruven skruvat sig ner tillräckligt långt genom korken och övergår då, med samma rörelse, att lyfta upp korken ur flaskan.

## Fickmodell
Hopfällbar modell för att enklare kunna bäras i exempelvis en ficka. Kallas även hovmästar- eller kyparmodell då professionella kypare och sommelierer ofta använder denna typ. Modellen består av ett handtag som korkskruven fälls ut ifrån. Ofta finns även ett flaskstöd som kan läggas an mot flaskhalsens kant och kan sedan användas som hävstång, ibland i två steg, samt en liten kniv för att skära genom folien som kan omge flaskans kork.

## Hävarmsmodell
Den klassiska hävarmsmodellen består av en metallkropp som sättas an mot flaskhalsen, en skruv i metall, som när den skruvas ner i korken lyfter upp två metallvingar. När skruven skruvats ner i korken används vingarna för att med hävstångsprincipen dra upp korken ur flaskan. Denna modell kräver mindre ansträngning än en klassisk modell, men har nackdelen av att bli vinglig då man måste använda båda händerna för att trycka ner vingarna.

## Portvinsmodell
En annorlunda modell som inte använder sig av en skruv, är portvinsöppnaren. Den har två tunna metallblad som man pressar ner längs med korken. Därefter vrids korken upp med hjälp av handtaget. Denna modell är bra för gamla, sköra korkar.

## Modell utan vridmoment
Denna modell ser ut som en tång, där det undre handtaget läggs om flaskhalsen. Man klämmer därefter åt det övre handtaget och skruven vrids ner i flaskan och dras upp i samma rörelse.